# Tablelands, Newfoundland
Tablelands är kullar i Kanada. De ligger i provinsen Newfoundland och Labrador, i den östra delen av landet, 1 400 km öster om huvudstaden Ottawa.
Den högsta punkten är 720 meter över havet.
I omgivningarna runt Tablelands växer i huvudsak blandskog. Trakten runt Tablelands är nära nog obefolkad, med mindre än två invånare per kvadratkilometer.